# Haus zum Ritter (Schaffhausen)

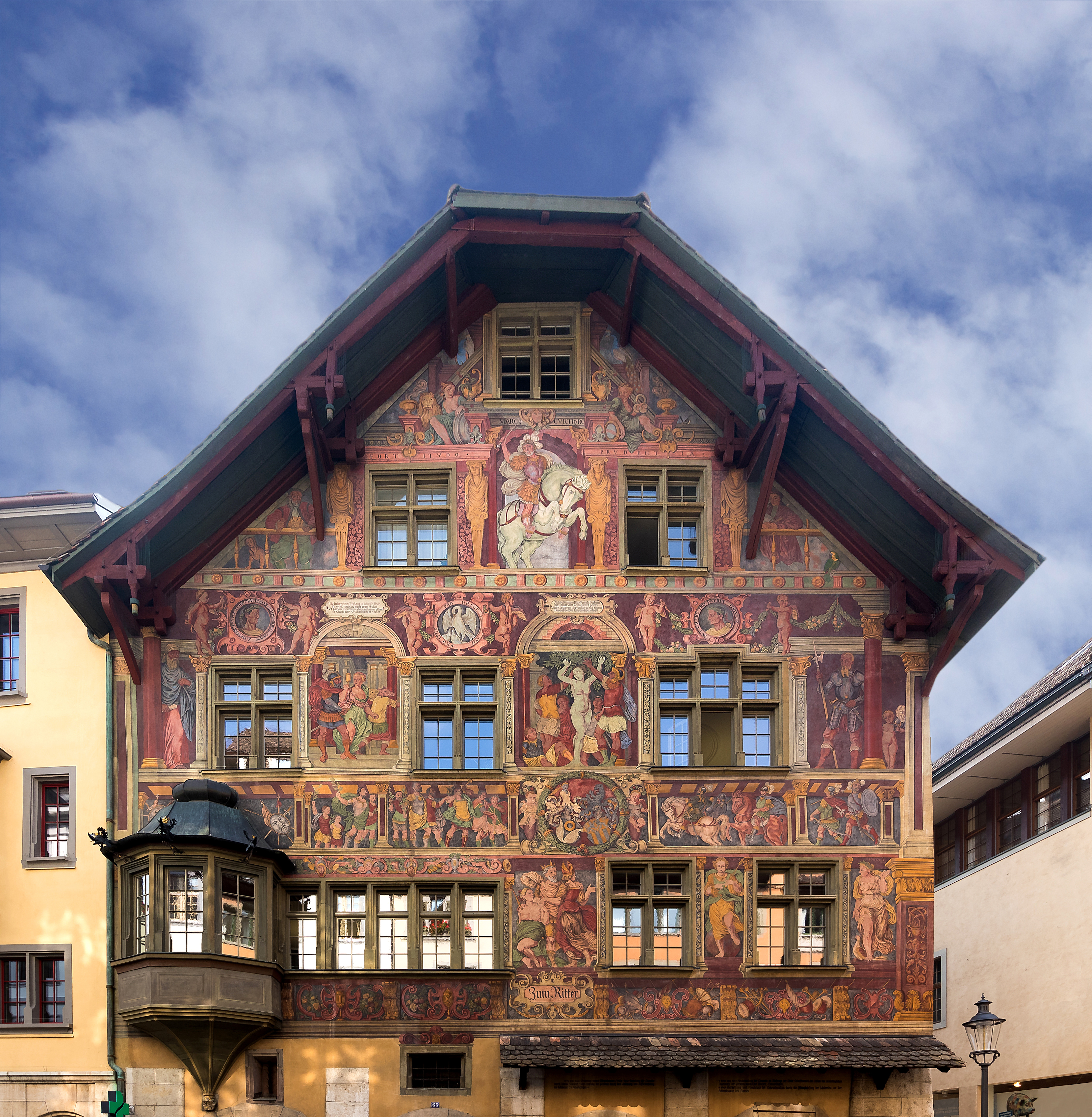
Fassade heute

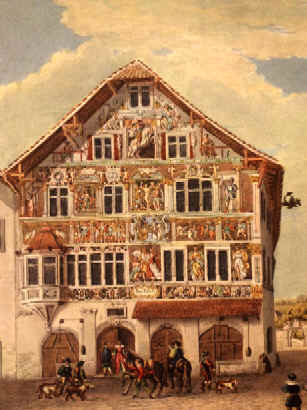
Fassade 1850

Das Haus zum Ritter, an der Vordergasse 65, ist ein Bürgerhaus in Schaffhausen. Es ist bekannt durch die Freskomalereien von Tobias Stimmer auf der Fassade. Das Haus wurde 1492 erbaut.

## Geschichte
Der Hausname "Zum Ritter" ist bereits für das frühe 14. Jahrhundert nachweisbar. 1566 erfolgte eine Aufstockung um zwei Obergeschosse durch Ritter Hans von Waldkirch von dem der Hausname, gemäss der Überlieferung, abgeleitet sei. Die Original-Malereien in Fresko wurden von Tobias Stimmer 1568 bis 1570 angebracht. Übermalungen in Öl und weitere Renovationen erfolgten 1665, 1769, 1835, 1850, 1870 und 1918/19. Bei dieser letzten Renovation durch August Schmid und Christian Schmidt wurden die ursprünglichen Malereien Stimmers wieder freigelegt. Diese Malereien gelten als die bedeutendsten Renaissancefresken nördlich der Alpen. 1935 wurden sie abgelöst und konserviert. Ihre Erhaltung war letztlich nur durch Ablösung möglich, die 1935 durch den Spezialisten Franco Steffanoni erfolgte. Sie sind seither im Museum zu Allerheiligen ausgestellt. Die heutigen Malereien wurden 1938–39 und 1943 von Carl Roesch auf Grundlage der Originale neu erstellt. 1914 Umbau unter Einbeziehung des Nachbarhauses "Zum Hirschlein". 1941 Expropriation durch die Stadt. 1942 Umbau des Untergeschosses zu einem Ladenlokal. 1943/44 Umbau der Wohngeschosse. Heute befindet sich im Erdgeschoss mit seinem Sterngewölbe eine Apotheke und Parfümerie.

## Inhalt der Fresken
Die Malereien zeigen verschiedene Personifikationen. Nämlich die Virtus über dem Namensschild „Zum Ritter“ mit dem König für den Staat und der Frau mit Mitra für die Kirche. Diese drei Personen blicken nach rechts zur Gloria mit Szepter und einer Weltkugel zu Füssen. Ganz rechts steht die Immortale. 
Über diesen Figuren sieht man die Wappen der Besitzer sowie links und rechts davon einen Siegeszug.
Wiederum darüber kann man zwei Szenen aus Homers Odyssee erkennen. Links die Ankunft Odysseus’ bei der Zauberin Kirke, welche seine Gefährten in Schweine verwandelt hatte. Rechts erkennt man den Baum der Lotophagen, von dem Odysseus’ Gefährten essen. Der Baum hat die Gestalt einer Frau.
Darüber, ein wenig beim Dachgiebel versteckt, sieht man links den Hausherrn Ritter Hans von Waldkirch mit Hund und ganz rechts erkennt man den Maler selbst, Tobias Stimmer.

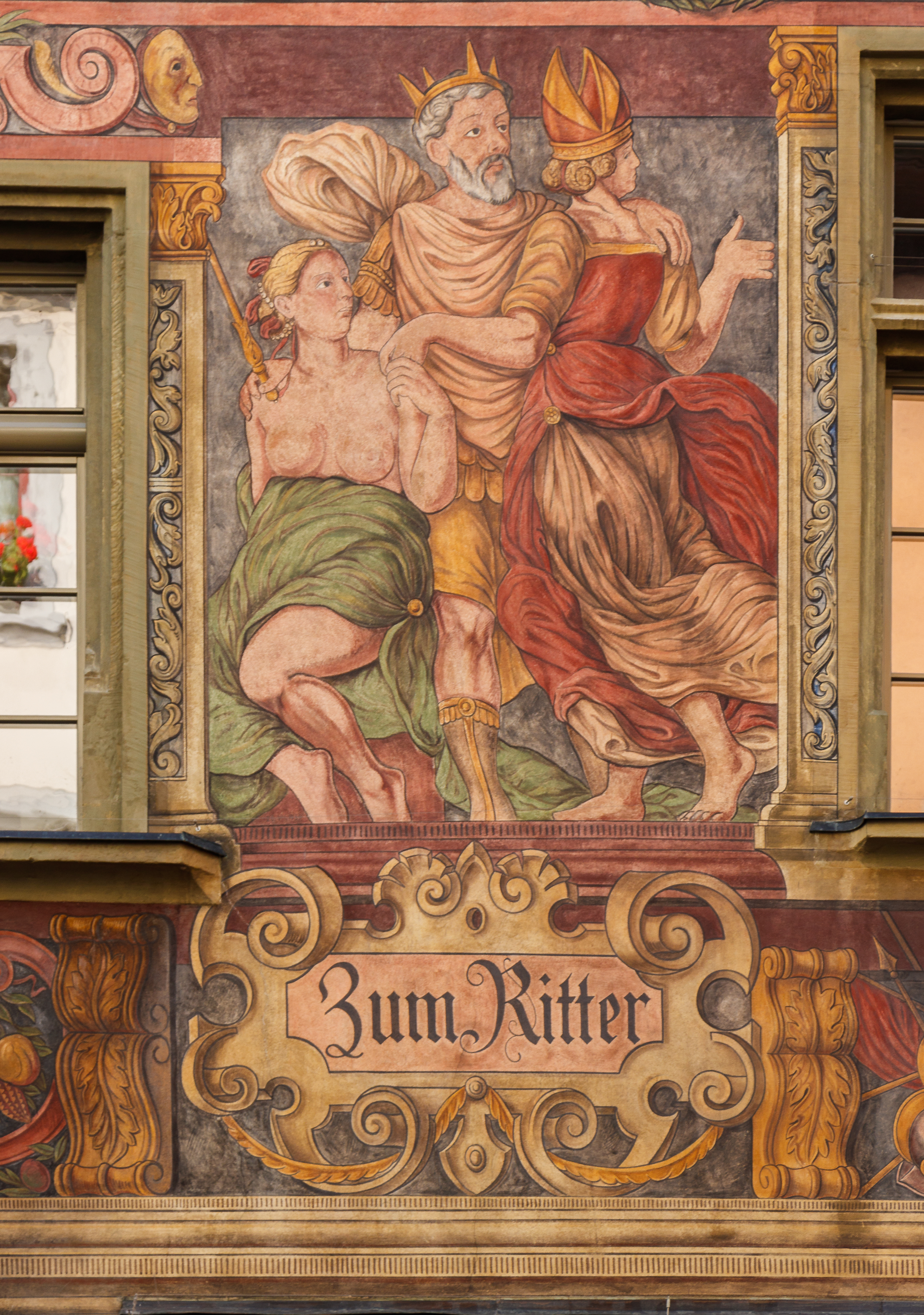
Virtus, Staat und Kirche
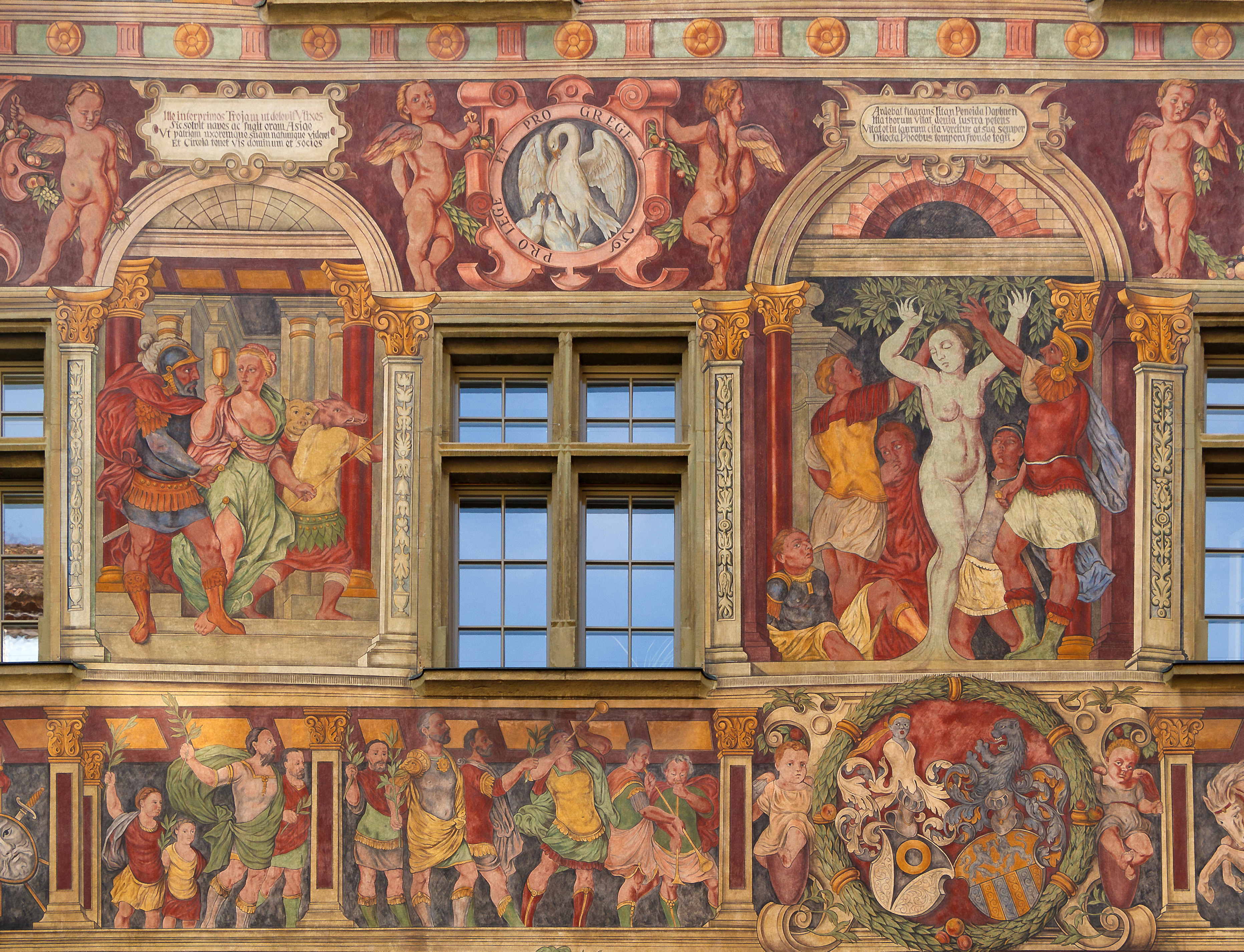
Triumphmarsch, das Wappen der Besitzer, Odysseus bei Kirke und der Baum der Lotophagen
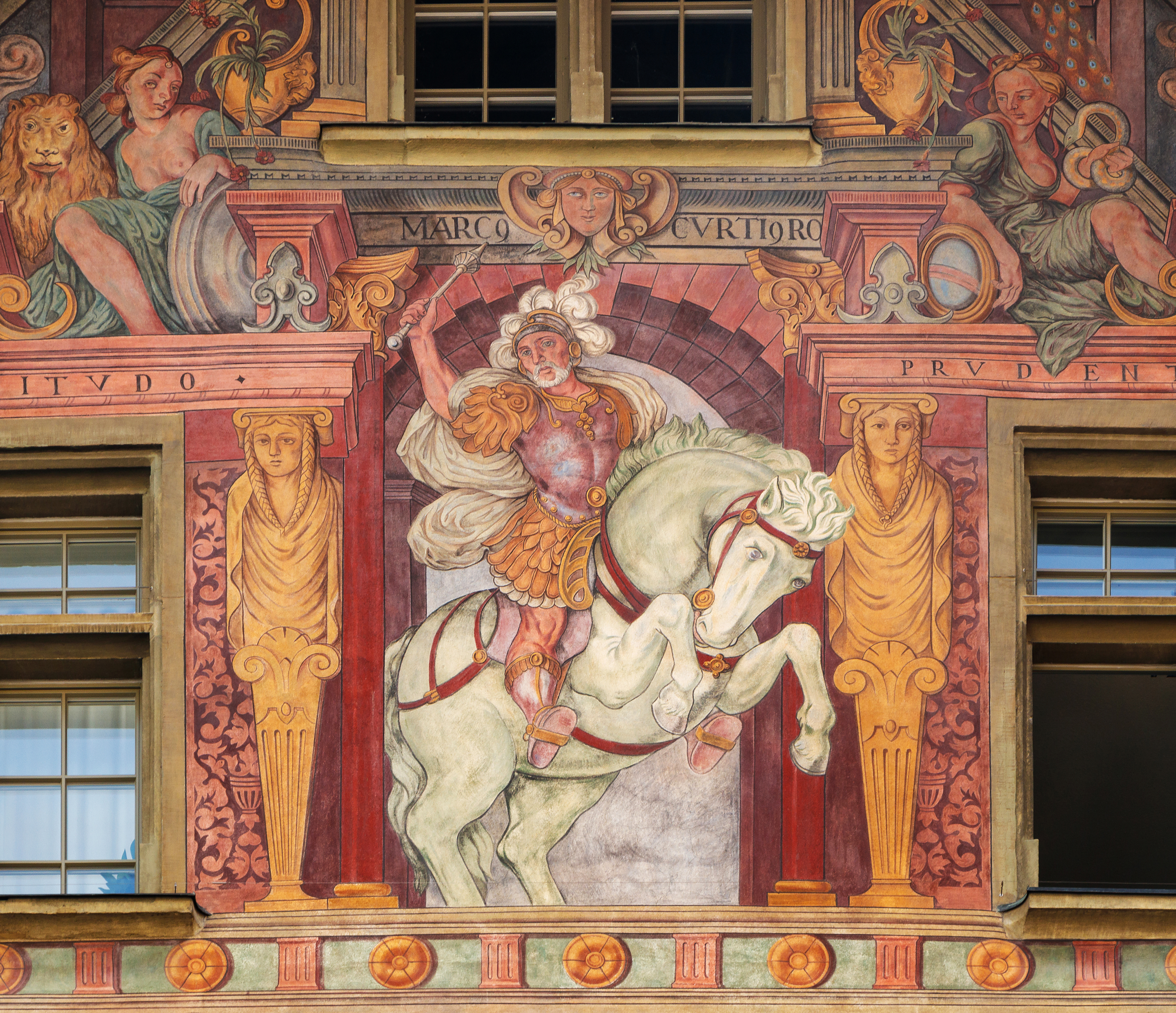
Ritter